# Woolloomooloo (Sydney)
Woolloomooloo is een voorstad van de Australische stad Sydney. Woolloomooloo ligt op 1,5 kilometer ten oosten van het Sydney Central Business District, in een laaggelegen voormalig havengebied bij de ingang van de Woolloomooloobaai.
Woolloomooloo was lange tijd het deel van Sydney waar voornamelijk de armere arbeidersklasse woonde. Hier kwam pas tijdens de gentrificatie van de binnenwijken van Sydney verandering in. Onder andere door de ontwikkeling van nieuwbouw.
De naam Woolloomooloo is afgeleid van het vroegere Wolloomooloo House, gebouwd door de eerste landeigenaar in deze streek, John Palmer. Hoe hij aan deze naam kwam is niet precies bekend, maar mogelijk is de naam afgeleid van verschillende woorden uit de taal van de Aborigines. Oude namen van de stad zijn Garden Cove en Garden Island Cove, vernoemd naar het nabijgelegen Garden-eiland.
In Woolloomooloo staat het Finger Wharf-gebouw, dat door het Guinness Book of Records is erkend als het grootste houten gebouw ter wereld.